# 신 (불교)
신(身)의 기본적인 뜻은  산스크리트어와 팔리어의 kāya에 해당하는 몸 또는 신체이지만, 이외에도 여러 가지 뜻이 있다. 산스크리트어와 팔리어의 kāya를 음역하여 가야(迦耶)라고 한다. 《대승광오온론》에 따르면 가야(迦耶, kāya)라는 낱말은 여러 가지 요소들의 화합적취(和合積聚: 화합하여 쌓임 또는 화합하여 쌓인 것) 또는 적집(積集: 쌓임, 쌓인 것)을 뜻한다.
특히, 6식신(六識身) · 6촉신(六觸身) · 6수신(六受身) · 6애신(六愛身) · 6상신(六想身) · 6사신(六思身)이나 식신(識身) · 촉신(觸身) · 수신(受身) · 애신(愛身) · 문신(文身) · 명신(名身) · 구신(句身) 등에서는 신(身)이 복수형 접미사 ‘들’이나 집합[合集, 總說, 산스크리트어: samukti]의 의미로 사용되고 있다. 이러한 용어들이 《아함경》 등의 한역 불교경전과 《구사론》 등의 불교논서에 드물지 않게 등장한다.

## 몸·신체
신(身, kāya)의 기본적인 뜻은  산스크리트어와 팔리어의 kāya에 해당하는 몸 또는 신체이다.

## 나·자아
신(身, kāya)은 나[我], 자아(自我) 또는 아트만(ātman)을 뜻하기도 한다.
예를 들어, 5가지 오염된 견해인 5견(五見) 중의 하나인 유신견(有身見, 산스크리트어: satkāya-drsti, 팔리어: sakkāya-ditthi)에서 신(身, kāya)은 '몸'이 아니라 '나' 또는 '자아'를 뜻한다. 유신견(有身見)의 문자 그대로의 뜻은 '몸이 있다는 견해'가 아니라 '나 또는 자아가 있다는 견해'이다.

## 신근
신(身, kāya)은 신근(身根, 산스크리트어: kāyendriya)의 줄임말이다.

## 복수형 접미사
신(身)은 '집합'의 뜻을 가지는데, 단어의 끝에 붙어서 해당 단어가 복수형이라는 것을 나타낸다. 《잡아함경》 제13권 제304경 〈육륙경(六六經)〉은  이 경우의 좋은 예문이다.
- 6식신(六識身): 6가지 식(識)들, 즉 안식·이식·비식·설식·신식·의식의 6식(六識)
- 6촉신(六觸身): 6가지 촉(觸)들, 즉 안촉·이촉·비촉·설촉·신촉·의촉의 6촉(六觸)
- 6수신(六受身): 6가지 수(受)들, 즉 안촉생수·이촉생수·비촉생수·설촉생수·신촉생수·의촉생수의 6수(六受)
- 6애신(六愛身): 6가지 애(愛)들, 즉 안촉생애·이촉생애·비촉생애·설촉생애·신촉생애·의촉생애의 6애(六愛)
- 6상신(六想身): 6가지 상(想)들, 즉 안촉생상·이촉생상·비촉생상·설촉생상·신촉생상·의촉생상의 6상(六想)
- 6사신(六思身): 6가지 사(思)들, 즉 안촉생사·이촉생사·비촉생사·설촉생사·신촉생사·의촉생사의 6사(六思)
- 안식신(眼識身): 여러 안식들[의 집합]
- 이식신(耳識身): 여러 이식들[의 집합]
- 비식신(鼻識身): 여러 비식들[의 집합]
- 설식신(舌識身): 여러 설식들[의 집합]
- 신식신(身識身): 여러 신식들[의 집합]
- 의식신(意識身): 여러 의식들[의 집합]

有六六法。何等為六六法？謂六內入處、六外入處、六識身、六觸身、六受身、六愛身。

何等為六內入處？謂眼入處、耳入處、鼻入處、舌入處、身入處、意入處。

何等為六外入處，色入處、聲入處、香入處、味入處、觸入處、法入處。

云何六識身？謂眼識身、耳識身、鼻識身、舌識身、身識身、意識身。

云何六觸身？謂眼觸、耳觸、鼻觸、舌觸、身觸、意觸。

云何六受身？謂眼觸生受、耳觸生受、鼻觸生受、舌觸生受、身觸生受、意觸生受。

云何六愛身？謂眼觸生愛、耳觸生愛、鼻觸生愛、舌觸生愛、身觸生愛、意觸生愛。

여섯 가지 6법[六六法]이 있다. 어떤 것을 여섯 가지 6법이라고 하는가?

6내입처(內入處)·6외입처(外入處)·6식신(識身)·6촉신(觸身)·6수신(受身)·6애신(愛身)을 말한다.

어떤 것을 6내입처(內入處)라고 하는가? 안입처(眼入處)·이입처(耳入處)·비입처(鼻入處)·설입처(舌入處)·신입처(身入處)·의입처(意入處)를 말한다.

어떤 것을 6외입처(外入處)라고 하는가? 색입처(色入處)·성입처(聲入處)·향입처(香入處)·미입처(味入處)·촉입처(觸入處)·법입처(法入處)를 말한다.

어떤 것을 6식신(識身)이라고 하는가? 안식신(眼識身)·이식신(耳識身)·비식신(鼻識身)·설식신(舌識身)·신식신(身識身)·의식신(意識身)을 말한다.

어떤 것을 6촉신(觸身)이라고 하는가? 안촉(眼觸)·이촉(耳觸)·비촉(鼻觸)·설촉(舌觸)·신촉(身觸)·의촉(意觸)을 말한다.

어떤 것을 6수신(受身)이라고 하는가? 안촉과 동시에 생겨나는 느낌[眼觸生受]·이촉과 동시에 생겨나는 느낌[耳觸生受]·비촉과 동시에 생겨나는 느낌[鼻觸生受]·설촉과 동시에 생겨나는 느낌[舌觸生受]·신촉과 동시에 생겨나는 느낌[身觸生受]·의촉과 동시에 생겨나는 느낌[意觸生受]을 말한다.

어떤 것을 6애신(愛身)이라고 하는가? 이른바 안촉으로 생기는 애욕[眼觸生愛]·이촉으로 생기는 애욕[耳觸生愛]·비촉으로 생기는 애욕[鼻觸生愛]·설촉으로 생기는 애욕[舌觸生愛]·신촉으로 생기는 애욕[身觸生愛]·의촉으로 생기는 애욕[意觸生愛]을 말한다.
— 《잡아함경》 제13권 제304경 〈육륙경(六六經)〉. 한문본 & 한글본

## 참고 문헌
- 곽철환 (2003). 《시공 불교사전》. 시공사 / 네이버 지식백과. |title=에 외부 링크가 있음 (도움말)
- 세친 지음, 현장 한역, 송성수 번역 (K.618, T.1612). 《대승오온론》. 한글대장경 검색시스템 - 전자불전연구소 / 동국역경원. K.618(17-637), T.1612(31-848). |title=에 외부 링크가 있음 (도움말)
- 안혜 지음, 지바하라 한역, 조환기 번역 (K.619, T.1613). 《대승광오온론》. 한글대장경 검색시스템 - 전자불전연구소 / 동국역경원. K.619(17-641), T.1613(31-850). |title=에 외부 링크가 있음 (도움말)
- 운허.  동국역경원 편집, 편집. 《불교 사전》. |title=에 외부 링크가 있음 (도움말)
- (중국어) 구나발타라(求那跋陀羅) 한역 (T.99). 《잡아함경(雜阿含經)》. 대정신수대장경. T2, No. 99, CBETA. |title=에 외부 링크가 있음 (도움말)
- (중국어) 星雲. 《佛光大辭典(불광대사전)》 3판. |title=에 외부 링크가 있음 (도움말)
- (중국어) 세친 조, 현장 한역 (T.1612). 《대승오온론(大乘五蘊論)》. 대정신수대장경. T31, No. 1612, CBETA. |title=에 외부 링크가 있음 (도움말)
- (중국어) 안혜 조, 지바하라 한역 (T.1613). 《대승광오온론(大乘廣五蘊論)》. 대정신수대장경. T31, No. 1613, CBETA. |title=에 외부 링크가 있음 (도움말)